# Cassina de' Pecchi
Pour les articles homonymes, voir Cassina de' Pecchi (homonymie).
Cassina de' Pecchi est une commune italienne d'environ 13 100 habitants située dans la ville métropolitaine de Milan, dans la région de la Lombardie, dans le Nord-Ouest de l'Italie.

## Administration
| Période                                  | Période | Identité | Étiquette | Qualité |
| ---------------------------------------- | ------- | -------- | --------- | ------- |
|                                          |         |          |           |         |
| Les données manquantes sont à compléter. |         |          |           |         |

### Frazione
Sant'Agata Martesana.

### Communes limitrophes
Gorgonzola, Bussero, Cernusco sul Naviglio, Melzo, Vignate.

## Jumelages
- Élancourt (France) depuis 1997.